# Садовская, Ольга Александровна (юрист)
О́льга Алекса́ндровна Садо́вская  (род. 25 октября 1980, Горький, РСФСР, СССР) — российский юрист, правозащитник, заместитель руководителя и руководитель отдела международно-правовой защиты Команды против пыток, российской правозащитной организации, занимающейся общественным расследованием дел о применении пыток.
С 2004 года является соавтором альтернативных докладов в Комитете против пыток ООН. С 2018 года является членом Правления Всемирной Организации против пыток. С 2021 года является членом Правления Конференции Международных НКО Совета Европы. С 2022 года является членом Совета российских правозащитников.

## Биография
В 2003 окончила ННГУ им. Лобачевского по специализации Международное публичное право, защитив первую в России дипломную работу о запрете пыток и практике ЕСПЧ по этому вопросу.
В 2004 окончила Амстердамский университет и получила диплом LLM (Master of Law) по специальности Международная защита прав человека.

## Правозащитная деятельность
В 2002 году Ольга Садовская стала волонтёром в Комитете против пыток (сейчас Команда против пыток). C 2003 года начала работать в организации юристом, проводила аналитические исследования о пытках в России, занималась ведением дел в ЕСПЧ и обучением навыкам ведения дел в международных органах.
С 2004 года Ольга Садовская является соавтором альтернативных докладов в Комитете против пыток ООН о соблюдении Конвенции против пыток и других жестоких, бесчеловечных или унижающих достоинство видов обращения и наказания.
В 2009 году читала лекцию по проблемам защиты прав человека в ННГ им. Лобачевского.
В 2009 году Ольга Садовская принимала участие в международной конференции по правам человека Центра документирования нарушений прав человека HURIDOCS в Женеве, представив информацию о ситуации с предотвращением пыток в России.
В 2016—2019 гг. была членом ОНК Нижегородской области.
В 2017 году принимала участие в международной конференции «Defending Dissent. Civil Society and Human Rights in the Global Crackdown», организованной Институтом прав человека имени Роберта Л. Бернштейна при Школе права Нью-Йоркского университета.
28 марта 2019 года принимала участие в международной конференции «Преступления против человеческого достоинства: взаимодействие международных и национальных средств защиты», организованной в Москве Советом Европы, Федеральной палатой адвокатов РФ и Международной комиссией юристов. На этой конференции Ольга Садовская говорила о необходимости запретить пытки в национальном законодательстве.
С 2021 по 2022 год в рамках программы Стипендия Оука по правам человека (The Oak Human Rights Fellowship) преподавала в Колби Колледже (Уотервилл, США) два курса: «Лишение свободы и права человека» (Incarceration and Human Rights) и «Европейский суд как законодатель мировых стандартов в области прав человека» (European Court as a Trendsetter for Global Human Rights Standards).
В 2023 году Ольга Садовская стала единственным соавтором Второго издания Стамбульского протокола из Российской Федерации.
На октябрь 2023 Ольга Садовская являлась тренером Информационно-документационной системы по правам человека HURIDOCS, автором обучающих семинаров по стандартам Европейского суда по правам человека для юристов, сотрудников правоохранительных органов и прокуратуры.

### Знаковые дела вЕСПЧ
С 2002 по 2015 год Ольга и её коллеги из КПП подали в Европейский суд по правам человека 84 жалобы, сумели добиться обвинительных приговоров за пытки для более ста сотрудников полиции и компенсации для пострадавших на сумму почти 46 миллионов рублей (700 000 долларов США). Помимо этого организация занималась эвакуацией пострадавших от пыток из Чечни.
В 2018 году два дела, которые вели юристы КПП, вошли в сборник «Прецеденты Европейского суда по правам человека: 20 важнейших дел, изменивших российскую правовую систему»: это дело Михеева и дело Ляпина.
Ольга Садовская лично представляла интересы более 300 жертв пыток в Европейском суде.

#### Лапунов против России
15 марта 2017 года Максим Лапунов был задержан полицией в Грозном и доставлен в отделение, где подвергся пыткам. В мае 2019 года Лапунов подал жалобу в ЕСПЧ, заявив, что его дело было некорректно расследовано российскими властями. В ЕСПЧ его представляла Ольга Садовская. 12 сентября 2023 года ЕСПЧ признал, что заявитель был «задержан и подвергнут агентами государства недозволенному обращению», «достигавшему уровня пыток» и совершённому «исключительно по мотивам его сексуальной ориентации» присудил компенсацию морального вреда в размере 52 тысячи евро.

#### Тепсуркаев против России
6 сентября 2020 года в Геленджике был похищен и подвергся пыткам Салман Тепсуркаев. Очевидцы сообщали, что похитители показывали удостоверения сотрудников МВД. В октябре 2021 года Европейский суд по правам человека, рассмотрев дело, пришёл к выводу, что российские власти несут ответственность за нарушение ст. 3 и 5 Конвенции о защите прав человека и основных свобод — «запрет пыток» и «право на свободу и личную неприкосновенность», признав господина Тепсуркаева жертвой похищения и пыток и присудив компенсацию супруге Тепсуркаева, признанной потерпевшей. 
«ЕСПЧ признал, что Салман стал жертвой похищения и пыток со стороны агентов государства, то есть чеченских силовиков. Он был незаконно лишен свободы и подвергнут жестокому и унижающему достоинство обращению, что запечатлено на видео. Суд признал, что государство не защитило Салмана» — Ольга Садовская.

#### Новоселов против России
27 апреля 2004 года нижегородец Александр Новоселов был похищен сотрудниками милиции и подвергнут пыткам с целью дачи показаний в покушении на Олега Сорокина, в то время — генерального директора ГК «Столица Нижний». Новоселов обратился с заявлением о возбуждении уголовного дела в прокуратуру, однако следственный орган по результатам проверки сообщения о преступлении в итоге отказался возбуждать уголовное дело в отношении милиционеров. Прокуратура пришла к выводу, что инцидент в лесу являлся оперативным экспериментом, проводимым сотрудниками ГУВД по Нижегородской области. В мае 2005 года Новоселов обратился в Комитет против пыток. 24 декабря 2005 года юристы Комитета против пыток в интересах Александра Новоселова подали жалобу в ЕСПЧ, в 2008 году она была принята к рассмотрению. 28 ноября 2013 года ЕСПЧ признал, что Новоселова пытали представители государства, а расследование этого факта прокуратурой было «поверхностным» и «формалистским». Европейский Суд обязал Россию выплатить Новоселову 27,5 тысяч евро.

#### Аношин против России
В июле 2002 года Александра Аношина доставили в медицинский вытрезвитель Советского района Нижнего Новгорода, в котором он скончался в тот же день в результате асфиксии. Было возбуждено уголовное дело, так как выяснилось, что травмы мужчина не мог получить самостоятельно. В феврале 2004 года в Комитет против пыток обратилась Елена Аношина, сестра погибшего. В результате прокуратура возбудила дело по части 4 статьи 111 УК (причинение тяжкого вреда здоровья, повлёкшее по неосторожности смерть потерпевшего). Дело приостанавливалось 13 раз. В 2005 году правозащитники подали жалобу в ЕСПЧ, и в деле появились подозреваемые — милиционеры Алексей Маслов, Евгений Агеев и Андрей Антонов. В 2008 году российский суд приговорил Маслова к 14 годам колонии строгого режима по статье 105 УК РФ (убийство) и части 3 статьи 286 УК РФ (превышение должностных полномочий с применением насилия). Дело в отношении Агеева и Антонова, которых обвиняли по части 2 статьи 293 УК РФ (халатность, повлёкшая по неосторожности смерть потерпевшего), было прекращено за истечением сроков давности. 26 марта 2019 года ЕСПЧ присудил Елене Аношиной компенсацию в размере 36,6 тысяч евро, установив, что Российская Федерация нарушила право Александра Аношина на жизнь, а расследование его убийства было проведено неэффективно.

#### Дмитриевский против России
В середине 2000-х Дмитриевский возглавлял организацию «Общество российско-чеченской дружбы», которая отслеживала нарушения прав человека на Северном Кавказе. Он также был главным редактором газеты «Право-защита», которая распространялась в основном в его родном Нижнем Новгороде тиражом в 5 тыс. экземпляров. В 2004 году газета опубликовала обращения лидеров чеченских сепаратистов Ахмеда Закаева и Аслана Масхадова. В этих текстах они обвиняли руководство России в развязывании войны и террора в Чечне. В январе 2005 года Нижегородская прокуратура возбудила против Дмитриевского уголовное дело о призывах к экстремистским действиям (ст. 280 УК РФ), найдя в этих материалах призывы к насильственному свержению конституционного строя. В дальнейшем обвинение переквалифицировали на разжигание ненависти либо вражды (ст. 282 УК РФ). В феврале 2006 года Советский районный суд Нижнего Новгорода приговорил Дмитриевского к двум годам условно с испытательным сроком в четыре года. В том же году Дмитриевский обратился в ЕСПЧ. Дело было начато после подачи жалобы на нарушение ст. 10 Европейской конвенции о свободе выражения мнения, а также на нарушения ст. 6 и 13, где речь идёт о справедливом суде и эффективных средствах правовой защиты. 3 октября 2017 года ЕСПЧ постановил, что в публикациях Дмитриевского не было призывов к свержению строя или разжигания межнациональной розни, и присудил ему компенсацию в размере 13,6 тысяч евро. Впервые ЕСПЧ вынес решение по уголовному делу об экстремизме в России.

#### А. против России
Дело было инициировано жалобой, поданной в Европейский Суд по правам человека против Российской Федерации в соответствии со статьёй 34 Конвенции о защите прав человека и основных свобод гражданкой Российской Федерации А. 14 апреля 2009 года. Председатель Секции удовлетворил ходатайство заявительницы об обеспечении анонимности. Изначально заявительницу представляла её мать, а затем Ольга Садовская. Заявительница утверждала, что, власти РФ нарушили её права, предусмотренные Конвенцией, осуществив в 2008 году насильственное задержание отца в её присутствии (на тот момент ей было 9 лет). В 2019 году ЕСПЧ признал данную жалобу приемлемой, постановив, что по данному делу было допущено нарушение статьи 3 Конвенции в её материальном и процессуальном аспектах и присудил 25 тысяч евро в качестве компенсации морального вреда.

#### С.К.против России
Дело было инициировано жалобой, поданной в 2012 году в ЕСПЧ против Российской Федерации. Заявительница, на момент событий 20-летняя будущая мать, была принуждена своими родителями к прерыванию беременности после того, как её партнёр и будущий отец ребёнка был арестован по подозрению в совершении тяжкого преступления. Медицинское вмешательство было проведено дежурным врачом государственной больницы. В 2022 году суд постановил, что государство-ответчик не выполнило своего обязательства должным образом расследовать произошедшее и несёт прямую ответственность за случившееся, а также присудил заявительнице компенсацию 19,5 тысяч евро.

#### В.К.против России
Заявитель утверждал, что в возрасте 4 лет подвергся жестокому обращению со стороны воспитателей государственного детского сада. Медицинскими экспертами была установлена причинно-следственная связь между жестоким обращением в детском саду и нынешним неврологическим расстройством заявителя. В 2017 году ЕСПЧ постановил, что имело место нарушение статьи 3 Конвенции по её материальной части в связи с жестоким обращением с заявителем со стороны воспитателей государственного детского сада, а также постановил, что имело место нарушение статьи 3 Конвенции по её процессуальной части в связи с тем, что власти не провели эффективного расследования жалоб заявителя на жестокое обращение. ЕСПЧ обязал Россию выплатить 3 тысячи евро в отношении материального ущерба и 25 тысяч евро в отношении нематериального ущерба.

#### Аль Тбахи против России
Висам Аль-Табахи был задержан 26 октября 2018 года в Нижнем Новгороде и изолирован для дальнейшей депортации из России. Палестинец Висам Аль-Тбахи в 2001 году стал гражданином России и официально менял документы в положенные сроки. В 2017 году из-за нарушений при оформлении российского паспорта ФМС сочла документ недействительным и изъяла вместе с загранпаспортом. Суд аннулировал российское гражданство Аль-Тбахи. В повторном получении гражданства Аль-Тбахи отказали и решили его депортировать для «обеспечения безопасности государства» на 30 лет. Оспорить эти решения в судебных инстанциях РФ Аль-Тбахи не удалось. В 2019 году Аль-Тбахи был депортирован из России. В данной истории юристы КПП увидели ряд грубых нарушений сразу нескольких статей Европейской конвенции, о чём была направлена жалоба в ЕСПЧ. В 2022 году ЕСПЧ постановил, что имело место нарушение статьи 8 Конвенции и обязало Россию выплатить Аль-Тбахи 7,5 тысяч евро в отношении нематериального ущерба.

#### Аджигитова и другие против России
4 июня 2005 года около сотни неизвестных военнослужащих Министерства обороны РФ, дислоцированных в Чечне, совершили нападение на жителей станицы Бороздиновская Шелковского района Чеченской Республики. Позднее власти Чеченской Республики официально признали, что в операции принимали участие военнослужащие батальона «Восток» Министерства обороны России. Батальоном на тот момент командовал Герой России Сулим Ямадаев. В 2007 году в ЕСПЧ от имени 96 жителей Бороздиновской была подана жалоба, которую объединили с другим заявлением односельчан. В результате в качестве заявителей выступали 126 граждан РФ 1930—2014 годов рождения. Они утверждали, что военные незаконно «обыскали их дома, арестовали, подвергли жестокому обращению и убили местных» жителей. Кроме того, по версии истцов, были подожжены четыре дома и похищены 11 мужчин. Наконец, истцы говорили о дискриминации, связанной с их национальной принадлежностью (аварцы), и заявляли, что власти РФ не провели эффективного расследования произошедшего. 97 заявителей представляли юристы КПП Ольга Садовская и Р. Раджабов. ЕСПЧ постановил, что были нарушены следующие статьи Европейской конвенции по правам человека: 2-я (о праве на жизнь), 3-я (о запрете на применение пыток, бесчеловечного или унижающего достоинство обращения), 8-я (о праве на уважение частной и семейной жизни), 13-я (о праве на эффективное средство правовой защиты), 14-я (о запрещении дискриминации), а также 1-я статья дополнительного протокола к конвенции (о защите собственности). Кроме того, ЕСПЧ заявил о нарушении властями РФ 38-й статьи (о порядке рассмотрения дела). Общая сумма компенсации пострадавшим составила 1 миллион 842 тысячи евро.

## Премии и награды

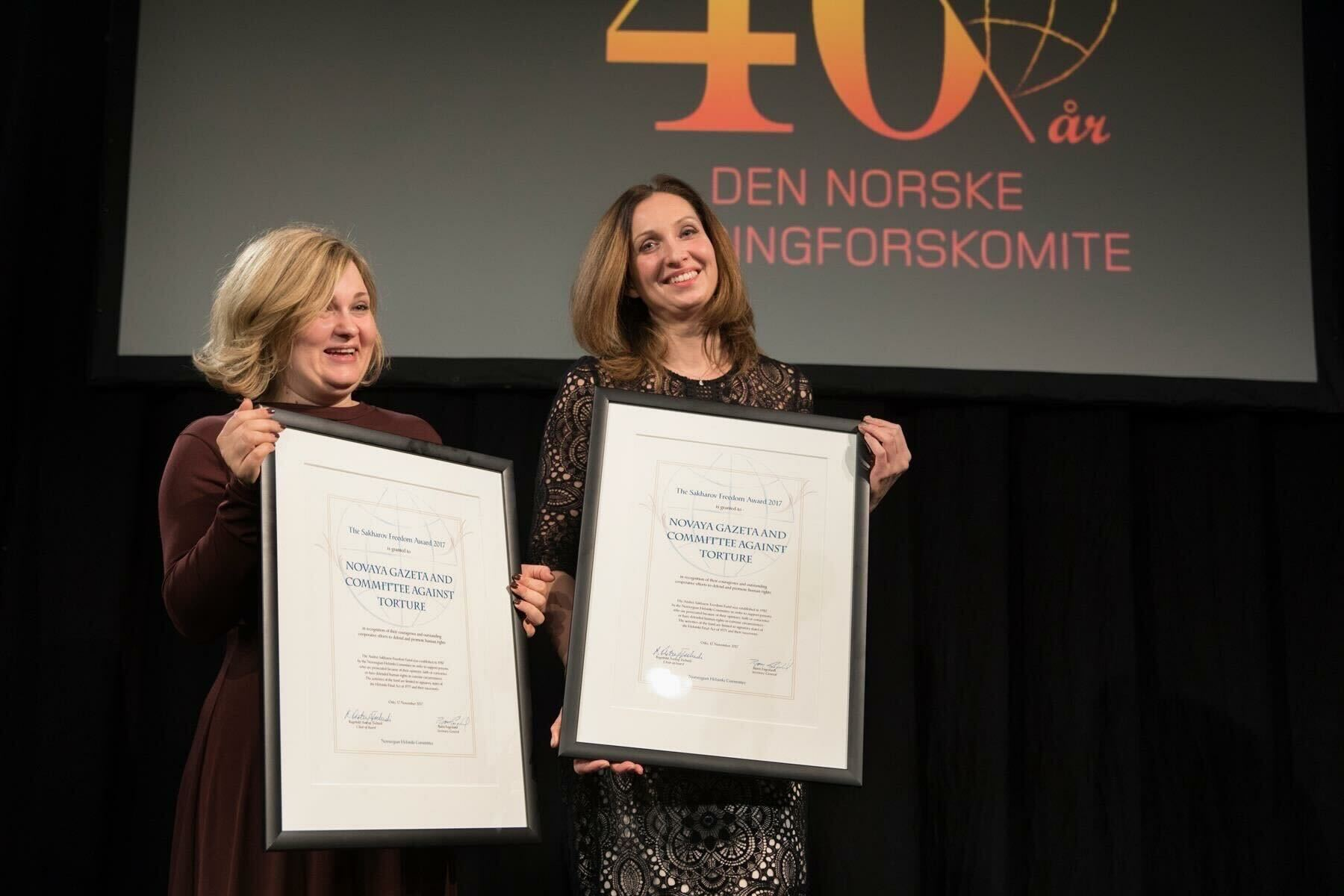
В 2017 году Ольга Садовская (справа) от лица Комитета против пыток получила премию Свободы имени Андрея Сахарова

В 2017 году Ольга Садовская от лица Комитета против пыток получила премию Свободы имени Андрея Сахарова от Норвежского Хельсинского комитета за выдающиеся усилия по пресечению пыток в России.
В 2018 году Ольга Садовская, журналист «Новой газеты» Елена Милашина и основательница правозащитного центра «Мемориал» Светлана Ганнушкина были выдвинуты на Нобелевскую премию мира. Их выдвинул парламентарий от Социалистической левой партии Норвегии Петтер Эйде. Была в списке и председатель Московской Хельсинкской группы Людмила Алексеева.
В 2023 году получила премию Московской Хельсинкской группы за заслуги в защите прав заключённых и других уязвимых групп.

## Давление и угрозы
6 июня 2011 года Ольга Садовская получила уведомление о том, что все её кредитные карты заблокированы в связи с подозрительным снятием денег. 8 июня Ольгу пригласили в прокуратуру Нижегородского района для беседы со старшим помощником прокурора по поводу Гражданского форума ЕС — Россия, членом Координационного совета которого она являлась. В этот же день неизвестные скрутили с её автомобиля номера. Эти события Садовская оценивала как «перегибы на местах» в преддверии саммита «ЕС — Россия», который открылся в Нижнем Новгороде 9 июня 2011 года. Параллельно официальному саммиту Координационный совет гражданского форума «ЕС — Россия» планировал провести пресс-конференцию, в которой должна планировалось участие Ольги Садовской. Мероприятие было назначено на 9 июня в нижегородском офисе агентства «Росбалт», но накануне агентство отказало в её проведении.
21 июня 2011, перед поездкой Ольги Садовской в Страсбург, все близлежащие около её дома заборы были разрисованы текстами с оскорблениями и угрозами в адрес Садовской.
28 апреля 2023 года в Нижнем Новгороде сотрудники полиции утром провели обыски у юристов правозащитной организации Команда против пыток, в том числе у Ольги Садовской. Обыски были связаны с уголовным делом, возбуждённым в отношении заявителя Команды против пыток.